# Січень 2005
Січень 2005

## Події

### 1 січня
- Туреччина впровадила в обіг нову Турецьку ліру, нову валюту за курсом 1,000,000 старих лір за 1 нову.

### 3 січня
- Туркменістан погодився поновити постачання природного газу в Україну після того, як 31 грудня 2004 року, діючи відповідно до попередніх погроз, припинив його. Туркменістан вимагав підвищення ціни за газ для України з 45 дол. США до 60 долю США за тис.куб.м. Попередня інформація: ціна була погоджена на рівні 58 дол. США за тис.куб.м.
- Центральна виборча комісія відхилила ще три скарги, подані штабом Віктора Януковича.

### 4 січня
- Згідно з уточненими даними МЗС України на 4 січня, в країнах Південно-Східної Азії що постраждали від цунамі спричиненого землетрусом в Індонезії, перебували 49 громадян України, доля 17 з них не відома.

### 5 січня
- Кандидат у Президенти Віктор Янукович оскаржив у Верховному Суді України постанову Центральної виборчої комісії про відмову визнати вибори Президента країни недійсними у всіх 225 виборчих округах.
- Президент Леонід Кучма прийняв відставку прем'єр-міністра Віктора Януковича, передають Українські новини. Виконуючим обов'язки прем'єра призначено Миколу Азарова.
- Кандидат у Президенти України Віктор Ющенко і грузинський президент Михайло Саакашвілі підписали Карпатську декларацію. У цьому документі йдеться про те, що Помаранчева революція відкрила нову епоху в історії європейських народів. «Народи України та Грузії показали, що свобода і демократія сильніші від державної машини, якою б жорстокою вона не була», — говориться в декларації.

### 6 січня
- Верховний Суд України відхилив скаргу Віктора Януковича на дії Центрвиборчкому, який не прийняв уточнені вимоги кандидата до його скарги про визнання недійсними підсумків виборів Президента України в 225 територіальних виборчих округах. В цей же день представники Януковича подали у Верховний Суд 4 нових скарги на постанови Центральної виборчої комісії.

### 9 січня
- О 12:05 під час розвантаження авіаційних бомб неподалік від міста Ес-Сувейра (провінція Васит) військовослужбовцями окремого спеціального саперного загону Республіки Казахстан одна з бомб здетонувала. Унаслідок вибуху загинули 7 українців, які забезпечували охорону роботи казахських саперів, а також один з казахських військовослужбовців. Всього з часу оголошення про завершення війни США з Іраком та початку миротворчої операції, в Іраку загинуло 13 українських військовослужбовців. Див. Опір в Іраку
- ЦВК України відклала підбивання підсумків виборів Президента на другу половину дня 10 січня. Раніше голова ЦВК Ярослав Давидович повідомив, що комісія не буде починати встановлювати офіційні остаточні підсумки переголосування до завершення розгляду у судах усіх скарг стосовно виборів. У цей час на розгляді у Верховному Суді знаходиться 4 скарги, поданих Віктором Януковичем. Відповідно до закону про вибори Президента України, 10 січня минає останній термін для встановлення ЦВК офіційних результатів повторного голосування.

### 10 січня
- Верховний Суд відмовився розглядати 4 скарги штабу кандидата в Президенти Віктора Януковича на 4 постанови Центральної виборчої комісії від 30 грудня 2004 року. Усі ці скарги відхилені через невідповідність статті 95 закону «Про вибори Президента» та нечітко сформульовані вимоги — в скаргах не зазначено, яким чином порушені права заявника і яким чином вони мають бути поновлені. Раніше Суд відхилив п'ять поданих Віктором Януковичем скарг.
- Центральна виборча комісія України офіційно оголосила лідера блоку «Наша Україна» Віктора Ющенко переможцем президентських виборів 2004 року. Віктор Ющенко переміг під час переголосування другого туру виборів, набравши 51,99 % (15 115 712) голосів виборців. За його суперника провладного кандидата, колишнього прем'єр-міністра Віктора Януковича проголосувало 44,2 % (12 848 528). Не підтримали жодного кандидата в Президенти — 2,34 % (682 239) виборців. Ющенко одержав велику підтримку в західних і центральних регіонах — загалом 17 областей, а Янукович — на сході України (9 областей).

### 11 січня
- Верховний Суд України заборонив редакціям газет «Голос України» і «Урядовий кур'єр» офіційно оприлюднювати результати президентських виборів до винесення вердикту зі скарги провладного кандидата в Президенти, екс-прем'єр-міністра Віктора Януковича. Крім того, Суд заборонив Центрвиборчкому розпочинати будь-які інші дії, пов'язані з реалізацією постанови ЦВК від 10 січня 2005 року про оприлюднення результатів виборів Президента України.
- Вченим з Національного інституту медичних досліджень у США вдалося встановити, що для блокування хвороби СНІД потрібна одна-єдина мутація гена. Лідер дослідження Джонатан Коштуй запевнив, що «теоретично можливо взяти клітини ВІЛ-інфікованої людини, додати до них здатність пручатися СНІДу, запровадивши туди змінений ген, і повернути клітини назад. Ці клітини потім зможуть блокувати розвиток хвороби». Учений розповів, що існує й інша альтернатива, яка полягає в розробці ліків, здатних активізувати людські гени в боротьбі з хворобою за тим же принципом. Кристофер Гедд, видавець журналу «HIV & AIDS Treatments Directory», в інтерв'ю Бі-бі-сі зазначив, що унікальність відкриття полягає в тому, що одна-єдина заміна амінокислоти в одному протеїні здатна зробити клітку несприйнятливої до вірусу, але відзначив, «що наслідки цього відкриття в області терапії ми відчуємо лише через багато років». Видавець пояснив, що генна терапія відповідно до запропонованого вченими принципу буде полягати в заміні білих кров'яних тілець пацієнта на клоновані з новими генетичними властивостями, причому на індивідуальній основі. За словами Гедда «теоретично це можливо, але практично з наявними на цей момент технологіями ця процедура виявляється занадто дорогою».
- Верховна Рада України прийняла постанову, якою запропонувала Президентові негайно відкликати український миротворчий контингент з Іраку. Див. Опір в Іраку.

### 12 січня
- Європейський суд зобов'язав Україну виплатити 1820 євро мешканцю Артемівська Донецької області. Позивач, Ігор Дубенко, оскаржив невиконання рішення українського суду про виплату йому компенсації за затримку заробітної платні протягом 3 років і 2,5 місяців. Суд вирішив, що нестача коштів у підприємства, яке перебувало в державній власності, не могла виправдати затримку виплати зарплати позивачу. Кількість розглянутих Європейським судом справ проти України зростає з кожним роком: у 2002 році було винесено 1 рішення, у 2003 — 6, у 2004 — 13 рішень Європейського суду. Див.
- Компанія Sputnikmedia.net і найбільший український портал Bigmir)net оприлюднили глобальну статистику українського Інтернету за грудень 2004. За підсумками грудня, унікальна аудиторія українського Інтернету склала 5 905 465 осіб. Див.
- Європейський парламент на засіданні більшістю голосів схвалив європейську Конституцію. Документ повинен набрати чинності після його ратифікації всіма країнами-членами ЄС.
- Російська Державна Дума прийняла проєкт закону, який змінює порядок в'їзду і виїзду з Росії. Згідно з новим законопроєктом підставою для відмови у російській візі або її анулювання можуть бути «дії зневажливого характеру стосовно федеральних органів державної влади і державних символів Росії, або до історично сформованих і загальновизнаних у Росії цінностей». Крім того, візу може бути анульовано в осіб, які «завдали державі значних матеріальних збитків», і дії яких спричинили «втрату міжнародного престижу країни». Також, у разі прийняття даного законопроєкту, іноземцю можуть відмовити у візі, «якщо ним було заявлено клопотання про видачу візи на в'їзд до Росії на термін понад три місяці і не надано документа про відсутність у нього ВІЛ-інфекції — до надання такого документа». Проєктом закону пропонується анулювати російську візу громадянам, які хворі на наркоманію або страждають інфекційними захворюваннями, який мають небезпеку для оточуючих.
- Грузинське міністерство закордонних справ висловило Росії «рішучий протест у зв'язку з фактами зазіхання на суверенітет Грузії» і категорично вимагає від Росії «припинити деструктивні дії на території Абхазії». На думку грузинського МЗС, російські депутати «грубо втручалися в так звані вибори президента невизнаної республіки Абхазія і робили однозначні заяви на підтримку сепаратистського режиму і визнання незалежності Абхазії». Див.

### 13 січня
- Європейський парламент закликає Раду Європейського союзу і Європейську комісію переглянути План дій Україна-ЄС і надати Україні чіткі перспективи євроінтеграції. Європейські парламентарі проголосували за підтримку надання членства України у СОТ, а також за початок переговорів про спрощення візового режиму Євросоюзу стосовно України. Див.
- Верховна Рада підняла прожитковий мінімум в Україні до 432 гривень
- Державний департамент США попередив Росію про застосування проти неї «потенційних санкцій» в разі постачання до Сирії російських ракет «Іскандер-Е» (SS-26). Росія запевнила, що жодних переговорів із Сирією стосовно постачання їй ракетних комплексів «Іскандер-Е» не веде. Див.
- Генеральна прокуратура України встановила, що на час президенської кампанії, в жовтні-грудні 2004 року Південною, Одеською, Південно-Західною, Придніпровською і Донецькою залізницями було призначено 125 додаткових поїздів різноманітних маршрутів сполученням у межах України. За експлуатацію цих поїздів було сплачено 10 мільйонів 606 тисяч гривень, а «замовниками і платниками виступали обласні відділення Партії регіонів, Соціал-демократична партія України (об'єднана), православні об'єднання, підприємства тощо».
- Посольство України в Австралії інформує, що в цей час[коли?] в Австралії перебуває Національна дефлімпійська делегація України у складі 138 осіб на чолі з народним депутатом України В. М. Сушкевичем, Президентом національного комітету спорту інвалідів України. Делегація України бере участь у 20-тих літних Дефлімпійських іграх. Станом на 13 січня 2005 року збірна України знаходиться на першому місті по загальній кількості завойованих нагород (43 медалі, з них — 17 золотих, 14 срібних та 12 бронзових), що стало сенсацією цих дефлімпійських ігор. Друге місце посідає Росія (39 нагород, з них — 10 золотих), третє місце — Південна Африка (12 нарогод, з них — 10 золотих). Успіхи української команди пов'язуються місцевими засобами інформації із загальним піднесенням духу української нації, викликаним народним рухом за відновлення демократичних цінностей в Україні та проведення справедливих виборів Президента України. Церемонія закриття XX Міжнародних дефлімпійських літніх ігор відбудеться в Олімпійському парку у місті Мельбурн 16 січня 2005 року.

### 14 січня
- Виборчий штаб провладного кандидата у Президенти України, екс-прем'єр-міністра Віктора Януковича, який програв вибори, подав до Верховного Суду скаргу, у якій просить скасувати рішення Центральної виборчої комісії про визнання опозиційного кандидата Віктора Ющенка переможцем президентських виборів.Див.
- Народний депутат України, лідер Соціалістичної партії і її парламентської фракції Олександр Мороз вніс до Верховної Ради проєкт закону про надання російській мові статусу другої офіційної в Україні. «Офіційними мовами на всій території України є українська і російська мови», — зазначено в проєкті закону. Під час передвиборчої кампанії штаб провладного кандидата в Президенти України Віктора Януковича заявляв про намір у стислий термін закріпити законами передвиборні ініціативи Януковича про надання російській мові статусу офіційної і введення інституту подвійного громадянства. Відповідно до статті 10 Конституції України, державною в Україні є українська мова. В Україні гарантується вільний розвиток, використання і захист російської та інших мов національних меншин України. У Конституції відсутнє поняття «офіційна мова». Див.

### 15 січня
- Генеральна прокуратура України порушила кримінальну справу проти Міністерства оборони за фактом незаконного використання військового майна. Також, за результатами перевірки фактів надсилання до ЦВК 600 звернень виборців на бланках урядових телеграм, порушено кримінальну справу щодо посадових осіб Державного комітету зв'язку й інформатизації України. Встановлено, що переважна більшість телеграм була сфальсифікована.
- Махмуд Аббас, голова виконкому Організації звільнення Палестини, офіційно заступив на посаду глави Палестинської національної адміністрації. Махмуд Аббас назвав свою перемогу на виборах «перемогою палестинського народу» і присвятив її «духу покійного Ясіра Арафата». Він пообіцяв «продовжити курс Арафата на зміцнення національної єдності, поглиблення діалогу з усіма палестинськими силами і досягнення справедливого миру (з Ізраїлем)». Палестинці готові до продовження переговорів про остаточне врегулювання конфлікту з Ізраїлем і вирішенні всіх спірних питань, заявив Махмуд Аббас. «Ми простягаємо руки нашим ізраїльським партнерам для того, щоб досягти миру. Проте партнерство не повинно залишатися на словах, воно повинно підкріплюватися реальними справами. На блокадах, убивствах, арештах, конфіскації земель, будівництві поселень і розділового бар'єру, поваленні будинків партнерства не побудувати», — сказав Махмуд Аббас.

### 16 січня
- Верховний Суд ухвалив рішення обмежити вимоги в скарзі лідера Партії регіонів Віктора Януковича про скасування рішення Центрвиборчкому про визнання лідера блоку партій «Наша Україна» Віктора Ющенка переможцем на виборах Президента. Суд виходив з того, що в скаргу Януковича включені вимоги, по деяким з яких Верховний Суд уже виносив своє рішення.[1]
- На президентських виборах у Хорватії перемогу здобув Степан Месич.

### 17 січня
- Верховний Суд розпочав розгляд скарги кандидата в Президенти України Віктора Януковича про скасування рішення ЦВК про визнання Віктора Ющенка переможцем на виборах Президента.
- Українська збірна зайняла перше місце на 20-тих літних Дефлімпійських іграх. Дефлімпійські ігри пройшли з 5 по 16 січня 2005 року в австралійських містах Мельбурн і Баллараті. Українська збірна завоювала 52 медалі, з яких 21 — золота, 17 срібрних і 14 бронзових нагород. В загальнокомандному заліку Україна зайняла перше місце, випередивши команди з Росії, США і Китаю. Російські спортсмени зайняли 2-е місце, набравши 56 медалей, з яких 13 золотих. Третє місце зайняла збірна Південної Африки: 19 медалей, 13 з них — «золото». В першу десятку також ввійшли команди США, Тайваня, Ірана, Південної Кореї, Німеччини, Китаю та Великої Британії.
- Міжнародний трибунал у Гаазі щодо колишньої Югославії (МТКЮ) засудив двох колишніх командуючих армією боснійських сербів до 18 і 9 років позбавлення волі за їх участь у масовому убивстві в Сребрениці в 1995 році більше 7 тисяч мусульман. Колишнього командира бригади «Братунач» сербсько-боснійської армії Відоже Благоєвича було визнано винним у співучасті в геноциді та засуджено до 18 років в'язниці. Ще одного обвинувачуваного за цією справою — офіцера Драгана Йокича — також визнали винним у причетності до здійснення актів геноциду, проте засудили до меншого терміну ув'язнення — 9 років позбавлення волі. Суд зазначив, що вбивства в Сребрениці, що тривали трохи більше тижня, є однією із найтемніших сторінок у сучасній європейській історії і у черговий раз назвав убивства актом геноциду. Шість осіб, які обвинувачуються в співучасті у знищенні мусульман Сребрениці, дотепер розшукуються. Серед них — колишній генерал Ратко Младич і політичний лідер боснійських сербів під час війни Радован Караджич.

### 18 січня
- При розгляді скарги кандидата в Президенти України Віктора Януковича про скасування рішення ЦВК про визнання Віктора Ющенка переможцем на виборах Президента у Верховному Суді було ухвалено рішення про припинення розгляду будь-яких клопотань представників заявника скарги у зв'язку з недобросовісним користуванням своїми правами у Верховному Суді.
- У німецькому місті Оснабрюкк почалися слухання з обвинуваченнях у знущаннях над ув'язненими в Іраку, висунуті проти трьох британських військовослужбовців. У випадку, якщо британських військових буде визнано винними, їм загрожує позбавлення військових звань, виключення з лав збройних сил і тюремне ув'язнення. Оприлюднені у Великій Британії фотографії знущань англійських солдатів над іракськими полоненими шокували країну. Більшість центральних англійських газет у середу розмістили ці знімки на своїх перших смугах. На фотографіях зображено роздягнених іракців, які симулюють статеві акти, солдати, які б'ють зв'язаних полонених, а також інші форми знущань. Наприклад, на одному зі знімків видно як полоненого прив'язали до машини-навантажувача, якою керує британський солдат. Командуючий сухопутними військами Великої Британії генерал сер Майкл Джексон у своїй спеціальній заяві засудив будь-які факти зловживань своїми повноваженнями серед військовослужбовців британської армії.

### 19 січня
- Івано-Франківський міський суд закрив адміністративну справу стосовно студента Дмитра Романюка, який 24 вересня минулого року кинув яйцем у тодішнього прем'єр-міністра Віктора Януковича. Справа закрита за терміном давнини. Кримінальну справу проти Романюка закрили 14 грудня минулого року постановою Івано-Франківської міської дільниці міліції через відсутність складу злочину.

### 20 січня
- Пізно вночі, Верховний Суд України виніс рішення за скаргою кандидата в Президенти, лідера Партії регіонів Віктора Януковича на дії і бездіяльність Центральної виборчої комісії, зокрема на її постанову про перемогу на виборах кандидата на посаду глави держави, лідера блоку партій «Наша Україна» Віктора Ющенка. Верховний Суд України ухвалив, що скарга Віктора Януковича не підлягає задоволенню. Рішення Верховного суду остаточне й оскарженню не підлягає.
- Газети «Голос України» й «Урядовий кур'єр» опублікували постанову Центральної виборчої комісії від 10 січня про перемогу опозиційного кандидата Віктора Ющенка на виборах Президента України. У постанові повідомляється, що за Віктора Ющенка проголосувало 15 мільйонів 115 тисяч 712 виборців (51,99 %), за провладного кандидата, колишнього прем'єр-міністра, лідера Партії регіонів Віктора Януковича — 12 мільйонів 848 тисяч 528 виборців (44,2 %). Наслідком офіційного опублікування результатів виборів у пресі є завершення виборчого процесу і можливість проведення інавгурації новообраного Президента України Віктора Ющенка. Верховна Рада України призначила дату інавгурації на 12:00 23 січня у сесійному залі парламенту.
- Національна рада України з питань телерадіомовлення оголосила попередження керівництву ТРК «Україна» за протидію перевірці передач цієї телекомпанії, що викликали обурення громадськості перед завершенням виборів і в зв'язку з підігріванням на сході України сепаратистських настроїв. За останній рік це єдина дисциплінарна санкція, застосована Національною радою проти теле- або радіокомпанії загальнонаціонального статусу. Підставою для неї стало те, що керівництво ТРК «Україна» відмовилося надати відеозаписи кількох передач на запит Нацради.
- Відбулася інавгурація 43-го президента Сполучених Штатів Джорджа Буша.
- У Римі (Італія) відбулася презентація найпотужнішого в Європі суперкомп'ютера ApeNext. Суперкомп'ютер, здатен виконувати 12 трильйонів операцій за секунду, а за розмірами нагадує 15 великих шаф. Його було створено на замовлення італійського Національного інституту ядерної фізики.
- Родини загиблих моряків з «Курська» звернулися до Європейського суду з прав людини в Страсбурзі. Вони планують «оскаржити рішення судів, які відмовили доправити справи на додаткове розслідування». Адвокати родин заперечують результати двох експертиз, одна з яких стосується часу настання смерті 23 членів екіпажа, які перебували в дев'ятому відсіку, а друга — акустичної експертизи про сигнали SOS.

### 21 січня
- Жителі північноосетинского міста Беслан, які постраждали від теракту на початку вересня цього року, другий день поспіль блокують федеральну автомобільну трасу «Кавказ» біля повороту до аеропорту столиці республіки Владикавказ. Учасники акції вимагають об'єктивного розслідування трагедії в Беслані, а також відставки президента Північної Осетії Олександра Дзасохова.

### 23 січня
- На урочистому засіданні Верховної Ради новообраний глава української держави Віктор Ющенко склав присягу Президента України. Ця подія завершила кількамісячні вибори Президента України, в часі яких «Помаранчева Революція» привернула увагу всього світу до подій в Україні.

### 30 січня
- Марат Сафін (Росія) виграв перший з турнірів Великого Шолома з тенісу — Australian Open. У чотирьох сетах він переміг Ллейтона Хьюітта (Австралія): 1:6, 6:3, 6:4, 6:4. Це перша перемога Марата на Відкритому чемпіонаті Австралії з тенісу і друга — на турнірі Великого Шолома.